# Ibrahima Conté (football, 1981)
Ibrahima Sory Conté est un footballeur international guinéen, né le 3 juin 1981 à Conakry (Guinée). 

## Biographie
Il fait partie de l'équipe de Guinée lors de la Coupe d'Afrique des Nations 2004, qui termine deuxième de son groupe au premier tour de la compétition, avant de s'incliner en quarts de finale face au Mali. 
Il est libéré en août 2008 par le Tours Football Club.